# الإمبراطورية الأنجوية

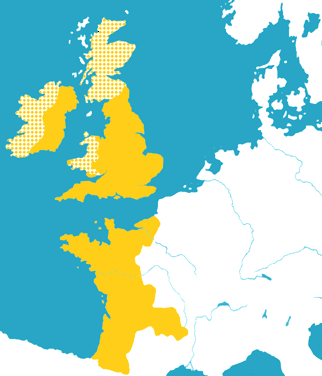
امتداد الإمبراطورية الأنجوية عام 1172. اللون الأصفر يمثل ممتلكات الإمبراطورية، الأراضي المنقطة تمثل المناطق الخاضعة لسيطرة الإمبراطورية.

مصطلح الإمبراطورية الأنجوية هو مصطلح حديث يصف مجموعة المناطق التي حكمها البلانتاجانت الأنجويون الواقعة ما بين جبال البرانس (البرينيه) جنوباً حتى إيرلندا شمالاً خلال القرن الثاني عشر ومطلع القرن الثالث عشر. حكمت هذه الإمبراطورية إنجلترا وحوالي نصف فرنسا بالإضافة إلى جزء من إيرلندا، ويحدها من الجنوب كل من مملكة نبرة ومملكة أرغون. لكن وعلى الرغم من اتساع الأراضي الخاضعة لحكم البلانتاجانت، إلا أنهم هُزموا من قبل فيليب الثاني ملك فرنسا مما أدى إلى انقسام الإمبراطورية إلى شطرين وخسارتها كل من نورماندي وأنجو. كانت حرب المئة عام إحدى نتائج هذه الخسارة.

## أصل المصطلح

الشعار

أراضي الإمبراطورية الأنجوية في فرنسا.

الإمبراطورية الأنجوية هو مصطلح مستحدث يحدد الأراضي التي حكمها أفراد أسرة بلانتاجانت: هنري الثاني وأبنائه ريتشارد الأول (قلب الأسد) والملك جون، وكذلك دوق برطانية جيوفري الثاني. لم يكن مصطلح الإمبراطورية الأنجوية موجوداً في ذلك الوقت، حيث استُخدم لأول مرة من قبل المؤرخة البريطانية كيت نورغت عام 1887 في كتابها (إنجلترا تحت حكم الملوك الأنجويين). أما في فرنسا، فإنه غالباً ما يستخدم مصطلح آخر وهو أرض البلانتاجانت (بالفرنسية: Espace Plantagenêt)‏ لنفس الدلالة. يعود سبب تسمية الإمبرطورية بهذا الاسم نسبة إلى سكان منطقة أنجو التي تنحدر منها أسرة بلانتاجانت.
هناك خلاف بين المؤرخين على صحة إطلاق لقب «إمبراطورية» على مجموعة الأراضي التي ورثها أو حصل عليها هنري الثاني. حيث يقول بعض المؤرخين أن الإمبراطورية الوحيدة التي كانت توجد في غرب أوروبا في تلك الفترة هي الإمبراطورية الرومانية المقدسة. على الرغم من أن ألفونسو السابع أطلق على نفسه لقب إمبراطور إسبانيا عام 1135. ويعترض بعض المؤرخين أيضًا على هذه التسمية لأن المنطقة التي حكمها هنري الثاني لم تكن بتلك القوة أو الأهمية أو الاتساع الذي يؤهلها حتى يُطلق عليها لقب إمبراطورية. ومع أن أفراد أسرة البلانتاجانت لم يسموا أنفسهم أباطرة إلا أن بعض موظفي هنري الثاني نفسه كانوا بالفعل يطلقون لقب إمبراطورية على مجموعة الأراضي التي يحكمها.

## معلومات عامة
- الفترة: العصور الوسطى.
- نظام الحكم: إقطاعي.
- العاصمة: لا يوجد عاصمة رسمية.
- الدين: الكاثوليكية الرومانية.
- اللغة: الفرنسية القديمة (الأكثر انتشاراً)، النورمندية (في نورماندي)، الإنجليزية الوسطى (في إنجلترا)، البشكنشية (في أقطانية)، الويلزية (في ويلز)، البرطانية (في برطانية)، اللاتينية (في الإدارة الحكومية والكنسية)، الإيرلندية الوسطى (في إيرلندا) وغيرها من اللغات.
- فترة الاستمرار: من 19 ديسمبر 1154 (وهو تاريخ إعلان هنري الثاني ملكاً على إنجلترا)،[11] إلى 27 يوليو 1214 (وهو تاريخ وقوع معركة بوفين [12] والذي كان النهاية الفعلية للإمبراطورية).
- الملوك: هنري الثاني (1154-1189) - ريتشارد الأول (1189-1199) - جون (1199-1214).

## الجغرافيا
في أوج اتساعها، شملت الإمبراطورية: إنجلترا، وأجزاء من إيرلندا، ودوقيات نورماندي، وغشقونية، وأقطانية؛ بالإضافة إلى عدة مقاطعات، كمقاطعة نانت الواقعة في فرنسا في الوقت الحاضر.
كما أن هناك مناطق أخرى كانت خاضعة لحكم الإمبراطورية ولكنها لم تكن أجزاء رسمية منها، كإمارة ويلز، ومملكة اسكتلندا، وبرطانية، وكورنوال، ومقاطعة طولوشة.

## التوسع
أراد هنري الثاني الإستيلاء على البلاد المجاورة لإنجلترا حتى تشكل سداً منيعاً أمام أطماع الأعداء، وتكون بدايةً لتوسيع إمبراطوريته الناشئة. ومن أهم تلك البلدان : اسكتلندا، وويلز، وبرطانية والفلمنك.

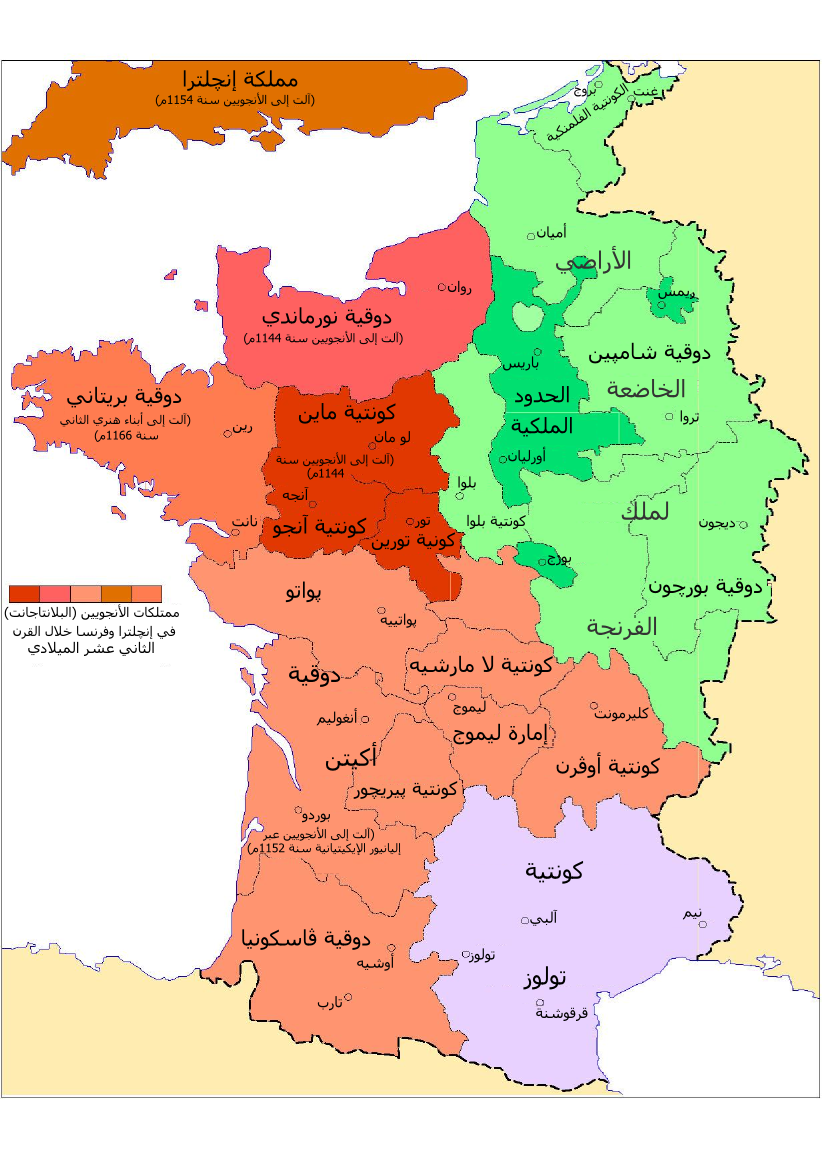
الأراضي الخاضعة للإمبراطورية الأنجوية في فرنسا في القرن الثاني عشر.

### قلاع وحصون فرنسا
عام 1154م قام هنري الثاني بشراء مدينة فيرنون الواقعة في شمال فرنسا، و لم يستطع لويس السابع إنكار تفوق القوات الأنجوية على قواته وكان عليه تقبل حقيقة أنه غير قادر على مقارعتها. طالب هنري الثاني بعد شرائه فيرنون الحصول على أجزاء من فيكسن (وهي مقاطعة تقع في شمال فرنسا قرب فيرنون) وهذا ما حصل عليه.
أرسل هنري الثاني توماس بيكيت سفيراً إلى باريس عام 1158 للتفاوض مع لويس السابع، وافق الأخير على أن يجعل ابنته مارغريت زوجة مستقبلية لهنري الصغير (ابن هنري الثاني)، وكان مهرها هو الأراضي التي أخذها هنري الثاني في فيكسن. أما هنري الثاني فحصل على قلاع مولين لا مارش وبونمولين الواقعتين في شمال غرب فرنسا.

### بريتاني
في برطانية لم يعترف الدوق كونان الثالث بإبنه هويل وحرمه من أن يكون وريثاً له بعد موته. نتيجة لذلك، أصبحت شقيقته بيرثا وزوجها أودو (أو يوديس) دوقاً ودوقة لبرطانية. شارك هويل زوج أخته الحكم، وكان عليه أن يرضى بالاكتفاء بحكم نانت (التي كانت جزء من برطانية).
في عام 1148م أصبح كونان الرابع (ابن بيرثا) حاكم ريتشموند، وبالنسبة لهنري الثاني فقد كان كونان من المفضلين لديه اعتقاداً منه أنه أسهل من بقية خصومه. في عام 1156م وقعت اضطرابات مدنية في برطانية أدت إلى تدخل كونان الرابع، فطلب سكان نانت المساعدة من هنري الثاني ضد حاكمهم هويل. فتدخل هنري الثاني وأعلن أخاه جيوفري حاكماً على نانت. لكن أخاه لم يستمر في منصبه طويلاً لوفاته عام 1158 وهو في الرابعة والعشرين من عمره. عاد كونان الرابع لحكم نانت مرة أخرى لفترة قصيرة قبل أن يحشد هنري الثاني جيشاً لتهديده ففقد منصبه مرة أخرى.
عارض نبلاء برطانية هنري الثاني بشدة، وقامت ثورات ضده في الأعوام 1167 و1168 وأخيرً في 1173؛ إلا أنها فشلت وتمكن هنري من إخضاعهم. وبذلك أصبحت برطانية تحت سيطرة الإمبراطورية الأنجوية على الرغم من أنها لم تكن جزءاً رسمياً منها.

### اسكتلندا

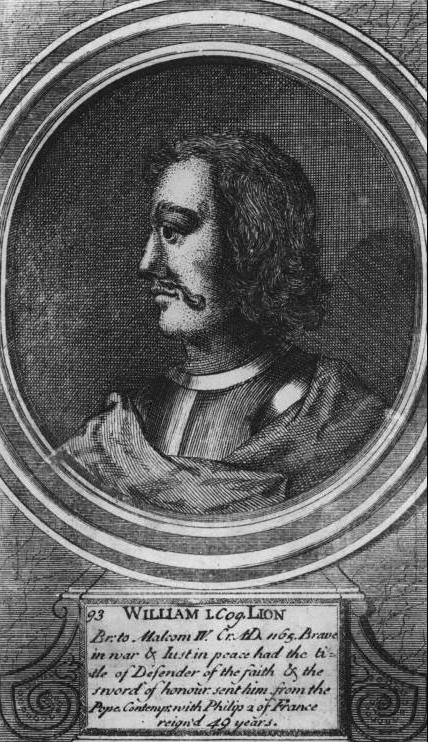
ويليام الأول

التقى هنري الثاني بمالكولم الرابع عام 1157، وطالب هنري بالحصول على نورثمبرلاند وويستمورلاند وكمبرلاند وهي المدن التي كان قد استولى عليها جد مالكولم (ديفيد الأول) عام 1149. لكن هنري الثاني أصبح الآن أقوى بكثير، فعرف مالكولم أنه ليس بمقدوره الرفض واضطر للتخلي عن تلك المدن والاعتراف بهنري سيداً عليها.
بعد وفاة مالكوم الرابع أصبح ويليام الأول ملكاً على اسكتلندا و لم يكن ويليام الأول سعيداً باستعادة هنري الثاني لنورثمبرلاند.
غزا ويليام الأول نورثمبرلاند عام 1173 ثم مرة أخرى في السنة التي تلتها بالتحالف مع لويس السابع إلا أنه قبض عليه وأجبر على الموافقة على معاهدة فاليز. نتيجة لتلك المعاهدة، أرسل هنري الثاني حاميته إلى حصون أدنبرة وروكسبيرغ وجيدبيرغ وبيرويك. وبذلك أصبح جنوب اسكتلندا تحت سيطرة الإمبراطورية الأنجوية.
تم التخلي عن معاهدة فاليز في عهد ريتشارد الأول مقابل تمويل اسكتلندا للحملة الصليبية الثالثة.

### ويلز
كان حاكم الأجزاء الجنوبية من ويلز، الملك رايز على وشك الدخول في مفاوضات مع حاكم الأجزاء الشمالية منها، الملك أوين، وهذا سيصعب من تحقيق أحلام هنري الثاني الذي قرر الهجوم على ويلز ثلاث مرات في الأعوام 1157، 1158 ثم 1163 من أجل إخضاعهم. لم يقبل الويلزيون بذلك وخرجوا لمقاومته بأعداد كبيرة، فقرر هنري الهجوم على ويلز للمرة الرابعة عام 1164 حاشداً جيشاً هائلاً جمعه من إنجلترا ونورماندي والفلمنك وأنجو وغشقونية.
لكن الطقس السيء والأمطار الغزيرة والفيضانات والمناوشات التي قام بها الجيش الويلزي حرمت هنري الثاني من السيطرة على ويلز وبقيت آمنة منه. وبعد احتلال إيرلندا عام 1171 أصبح هنري الثاني في موقف قوي مما أضطر رايز (الذي كان قد أصبح الحاكم الأقوى في ويلز بعد وفاة أوين عام 1170) للاستسلام بشكل فوري وقبول التفاوض مع هنري، وبذلك نجح هنري الثاني أخيراً في السيطرة على ويلز.

### إيرلندا

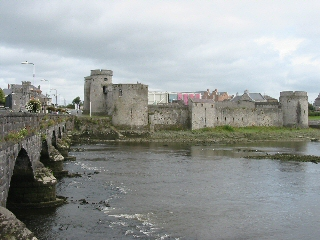
قلعة الملك جون الواقعة على نهر شانون في إيرلندا.

أراد هنري الثاني أن يستولي على إيرلندا لأن أخاه لم يكن يملك إقطاعية خاصة به، فحصل هنري الثاني على تأييد الكرسي الرسولي حيث أن البابا أراد إعادة إتباع كنيسة إيرلندا إلى كنيسة روما. كان من المفترض أن يبدأ الغزو عام 1155م ولكن بسبب حدوث عدد من المشاكل الداخلية في الإمبراطورية أدى إلى تأخير خروج الحملة.
توفي ويليام (الأخ الأصغر لهنري) عام 1164 من دون أن يحكم إيرلندا، لكن هنري الثاني لم يتخل عن هدفه حتى بعد وفاة أخيه. دخل هنري الثاني إيرلندا عام 1171 واعترف به ملوك إيرلندا سيداً عليهم. وعين هنري بعضاً من رجاله على دبلن ولاينستر. وفي عام 1177، قام هنري الثاني بتعيين ابنه جون ملكاً على إيرلندا على الرغم من صغر سنه في ذلك الوقت.

### طولوشة

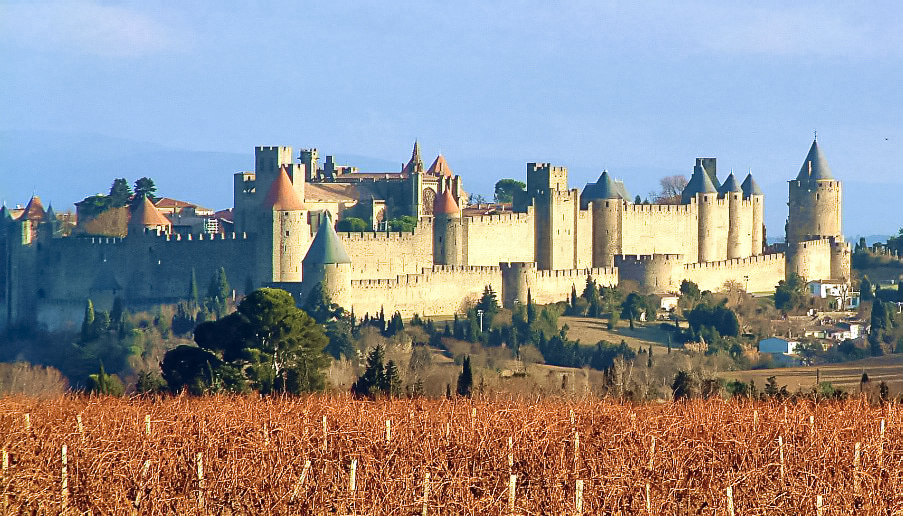
كانت قرقشونة واحدة من أكثر مدن مقاطعة طولوشة تحصيناً.

إدّعى أجداد إليانور زوجة هنري الثاني أن طولوشة هي جزء من دوقية أقطانية التي كانوا يحكمونها ولكن هنري وحتى زوجته إليانور لم يهتما لهذا الإدعاء، فطولوشة كانت مقاطعة كبيرة أغنى من بقية المقاطعات التي تجاورها. كما كانت ذات موقع استراتيجي مهم، حيث تقع ما بين المحيط الأطلسي والبحر المتوسط وتحتوي على العديد من المدن الكبيرة مثل: أربونة وألبي ونيمة وكذلك قرقشونة. فكانت بذلك أكبر مقاطعات مملكة فرنسا.
لكن طولوشة لم تكن غنيمة سهلة على الإطلاق، فالمدينة كانت كبيرة وجيدة التحصين. كما أن كونت طولوشة ريمون الخامس كان متزوجاً من أخت لويس السابع ملك فرنسا، وبالتالي مهاجمة طولوشة قد تشكل نهاية السلام مع ملك فرنسا.
في يونيو عام 1159 جمع هنري الثاني في بواتييه أحد أكبر الجيوش التي أرسلها في تاريخه، وكانت قواته مكونة من جنود جاؤوا من جميع أنحاء الإمبراطورية من غشقونية جنوباً وحتى إنجلترا شمالاً مساندة من قبل حلفائه من المناطق المجاورة. لم يستطع هنري إخضاع طولوشة بالرغم من أنه استطاع السيطرة على بعض قلاعها وحصونها. لكن بسبب الصراعات الداخلية في إقطاعيات إمبراطوريته، اضطر إلى ترك حلفائه وحدهم في مواجهة طولوشة. دخل ألفونسو الثاني ملك أرغون أيضاً إلى جانب هنري الثاني في حربه مع طولوشة. وفي عام 1173، أعلن ريموند الخامس أخيراً استسلامه لهنري بعد صراع دام ما يفوق العقد من الزمن. وبذلك أصبحت طولوشة تحت سيطرة الإمبراطورية الأنجوية.

## الحملة الصليبية الثالثة

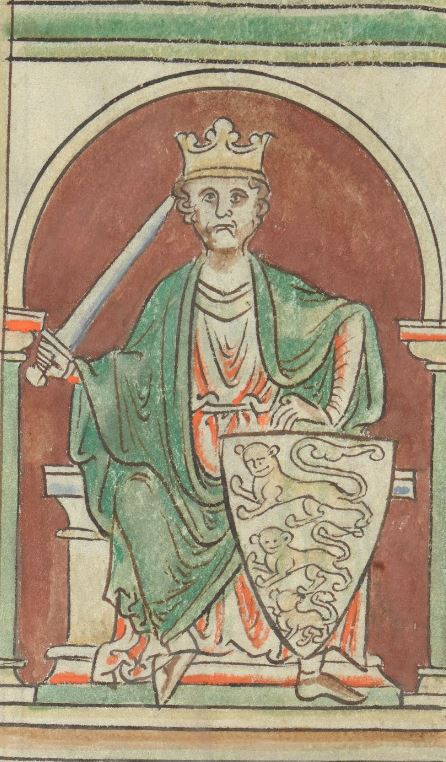
ريتشارد قلب الأسد

أراد الملك ريتشارد أن يقوم بواجبه الديني بعد أن كان قد انشغل عنه بتوسيع إمبراطوريته. فانطلق بجيشه عام 1189 واحتل جزيرة قبرص واستقر فيها بضعة شهور. ثم توجه إلى مدينة عكا لمساندة الجيوش الأوروبية المحاصرة لها؛ وبعد حوالي شهر من وصوله، اقترح ريتشارد الهجوم على المدينة. أخذت الجيوش الأوروبية برأيه وشنت هجوماً على عكا التي استسلمت سريعاً، وأمر ريتشارد بقتل أكثر من ألفي مسلم ممن كانوا رهائن عنده بطرق وحشية.
حاول ريتشارد احتلال مناطق أخرى إلا أن محاولاته باءت بالفشل. ولم يستطع أن يحصل على القدس وهو الهدف الذي كانت تصبو إليه أوروبا. فعقد مع صلاح الدين الأيوبي صلح الرملة الذي نص على احتفاظ الصليبين بالشريط الساحلي الممتد من صور إلى يافا وتبقى بقية المدن تحت حكم المسلمين بما فيها القدس، على أن يسمح بدخول المسلمون الحجاج والتجار إليها. غادر ريتشارد الأراضي المقدسة في أكتوبر من عام 1192 بعد انتهاء الحملة التي استمرت 3 سنوات.

## عهد الملك جون والانهيار
بعد وفاة ريتشارد الأول، قام فيليب الثاني بالإستيلاء على إفرو بسرعة خاطفة. لم يكن جون حينها ملكاً بعد، فطبقا للأعراف المحلية كان ابن الأخ الأكبر أحق بالحكم من الأخ الأصغر. لذلك عين آرثر الأول ابن دوق برطانية جيوفري (الأخ الأكبر لجون) ملكاً على البلاد مما حرم جون من تولي حكم الإمبراطورية.
كان بوسع جون تولي حكم إنجلترا ونورماندي فقط، فعُين دوقاً على نورماندي في أبريل عام 1199، ثم نصب ملكاً على إنجلترا في شهر مايو من نفس العام. اتجه جون إلى نورماندي للتفاوض على إحلال هدنة بينه وبين فيليب الثاني ملك فرنسا. فوقع كلا الطرفين معاهدة لو غوليه التي نصت على أن يعترف فيليب الثاني بجون ملكاً على إنجلترا، كما تعهد بأن لا يقدم أي دعم لآرثر (ابن أخ جون)، بينما يجب على جون أن يقر بأن كل من مقاطعتي بلوني والفلمنك يتبعان السيادة الفرنسية لا الإنجليزية. وافق أيضاً على عدم تقديم المساعدة لأي ثورة تقوم ضد فيليب الثاني، واعترف بفيليب الثاني سيداً على أملاك الإمبراطورية في القارة. وكانت هذه المعاهدة انتصاراً لفيليب الثاني.

### الخسائر المتتالية

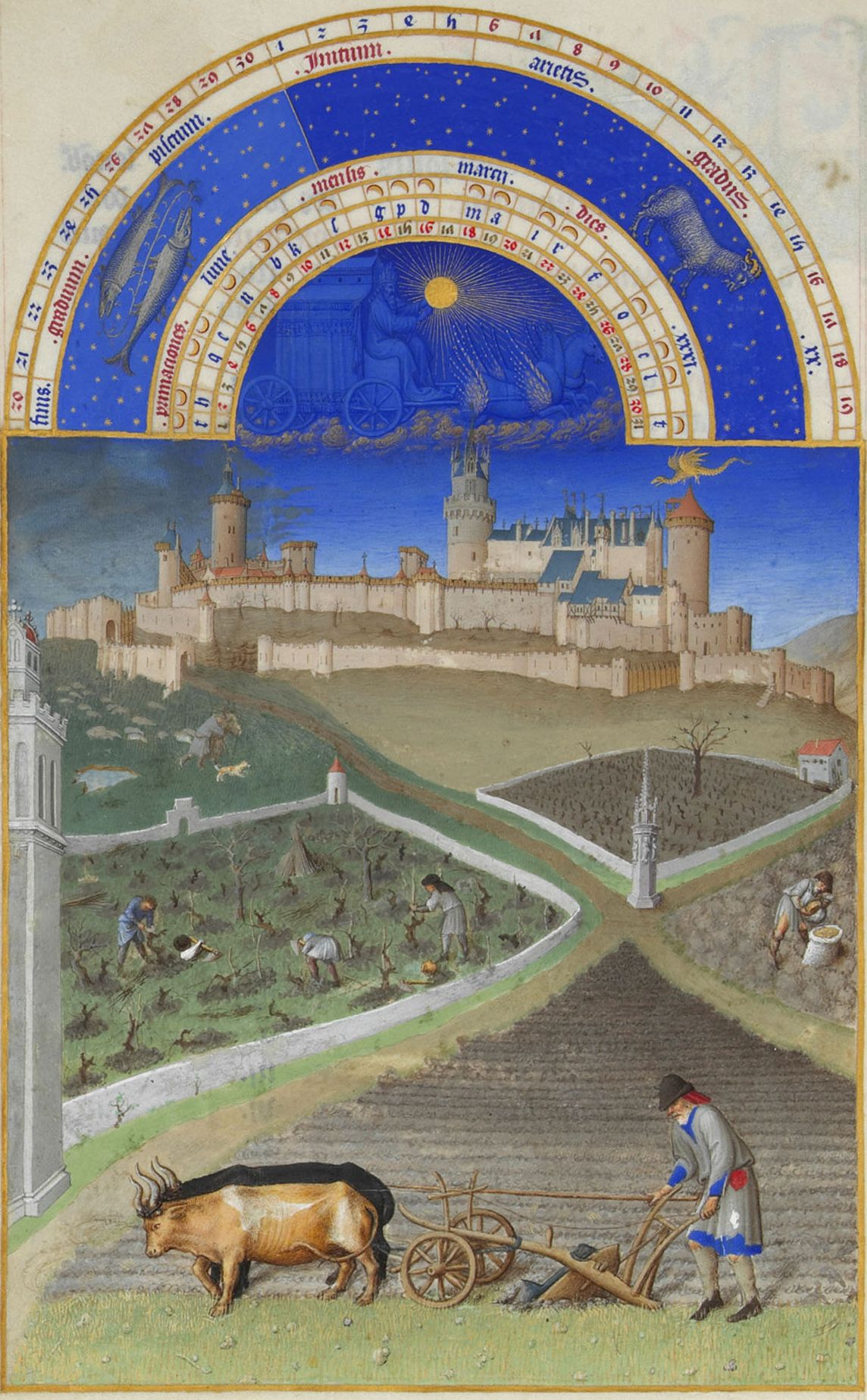
ساعات دوق بيري الغنية تظهر قلعة اللويزانيين.

قام هيو التاسع من أسرة لويزانيا باختطاف والدة الملك جون مما اضطر جون إلى إعلانه كونتاً على مقاطعة مارش الواقعة في وسط فرنسا. اتسعت بعدها نفوذ أسرة لويزانيا فقام جون باستعادة مقاطعة مارش إلى أملاكه حتى يُنهي نفوذهم لكن هيو التاسع اشتكى جون لفيليب الثاني، فاستدعى جون إليه بصفته السيد الأعلى للإمبراطورية لكن جون رفض مقابلته. رداً على ذلك، خرق فيليب الثاني المعاهدة واعترف بحكم آرثر الأول على كل من أنجو، وبواتو، ومين، وطرش وكان ذلك عام 1202. إنحاز معظم حكام المقاطعات إلى جانب فيليب الثاني أما جون فكان في حالة أضعف بكثير من نظيره حيث تخلى عنه معظم حلفائه وأصبح في وضع صعب.
قام آرثر بالهجوم على بواتو بمساعدة حلفائه اللويزانيين بينما هاجم فيليب الثاني نورماندي وسيطر على العديد من حصونها. في تلك الأثناء كان جون في لو مان وعندما علم بما حصل آثر الانسحاب إلى الجنوب. لكن الأوضاع تغيرت على نحو مفاجئ حيث تمكن جون من القبض على غريميه آرثر وهيو بجانب 200 فارس. وانتهى عام 1202 بانتصار كبير لجون.
إلا أن عيباً في شخصية جون كان سبباً في القضاء عليه، حيث كان يستمتع بإهانة وتعذيب أعدائه، فقيل أنه أمر بقتل آرثر في السجن ومات العديد من الأسرى نتيجة سوء المعاملة، فكانت فعلته تلك سبباً لانقلاب العديد من المؤيدين له.
قام المنقلبون على جون بتسليم ألينسون (وهي جزء من نورماندي) إلى فيليب الثاني. حاول جون استعادة ما فقده في نورماندي إلا أنه اضطر للانسحاب حالما وصل فيليب الثاني إليها. سقطت بعد ذلك مدن الإمبراطورية الأنجوية الواحدة تلو الأخرى بيد فيليب الثاني في فترة زمنية قصيرة ولم يبق لجون في الأراضي الفرنسية سوى غشقونية.
وقَّع فيليب الثاني وجون هدنة جديدة عام 1206، حُدد فيها الإمبراطورية الأنجوية بإنجلترا وإيرلندا وغشقونية فقط.

### محاولة استعادة الأملاك المفقودة
أراد جون إحكام السيطرة على الجزر البريطانية بعد فقدان نورماندي وأنجو فأقام حملة عسكرية في ويلز عام 1208 ثم على الحدود الاسكتلندية عام 1209، تبعها حملة أخرى في إيرلندا عام 1210., وأخيراً حملة في شمال ويلز عام 1211 
في عام 1212 استعادت الإمبراطورية الأنجوية بعضاً من قوتها فأراد جون غزو فرنسا لكن بسبب ثورة حدثت ضده في ويلز تبعتها ثورة أخرى في إنجلترا أدى إلى إفشال مخططاته. فيليب الثاني بدوره أراد غزو الأراضي الإنجليزية إلا أن أسطوله تعرض للتدمير من قبل جيش ويليام لونغزبي الذي ظل موالياً لجون.
بعد سماع جون للأخبار قرر فوراً الإبحار إلى فرنسا لإستعادة الأراضي التي كان قد خسرها لصالح فيليب الثاني ملك فرنسا، فوصل الأراضي الفرنسية في عام 1214 مدعوماً بمساندة العديد من الحلفاء واتفقوا على أن يقوم جزء من الجيش بغزو فرنسا من الشمال أما الجزء الآخر فيغزوها من الجنوب الغربي.
كان دوق برطانية في تلك الفترة هو بطرس الأول موالياً لفيليب الثاني وقد حاول جون تغيير ولاء بيتر الأول فقام باختطاف أخته وابتزازه للوقوف في صفه إلا أن بطرس الأول رفض. فقام جون باختطاف أخيه لكن دوق برطانية ظل متمسكاً برأيه وموالياً لملك فرنسا.

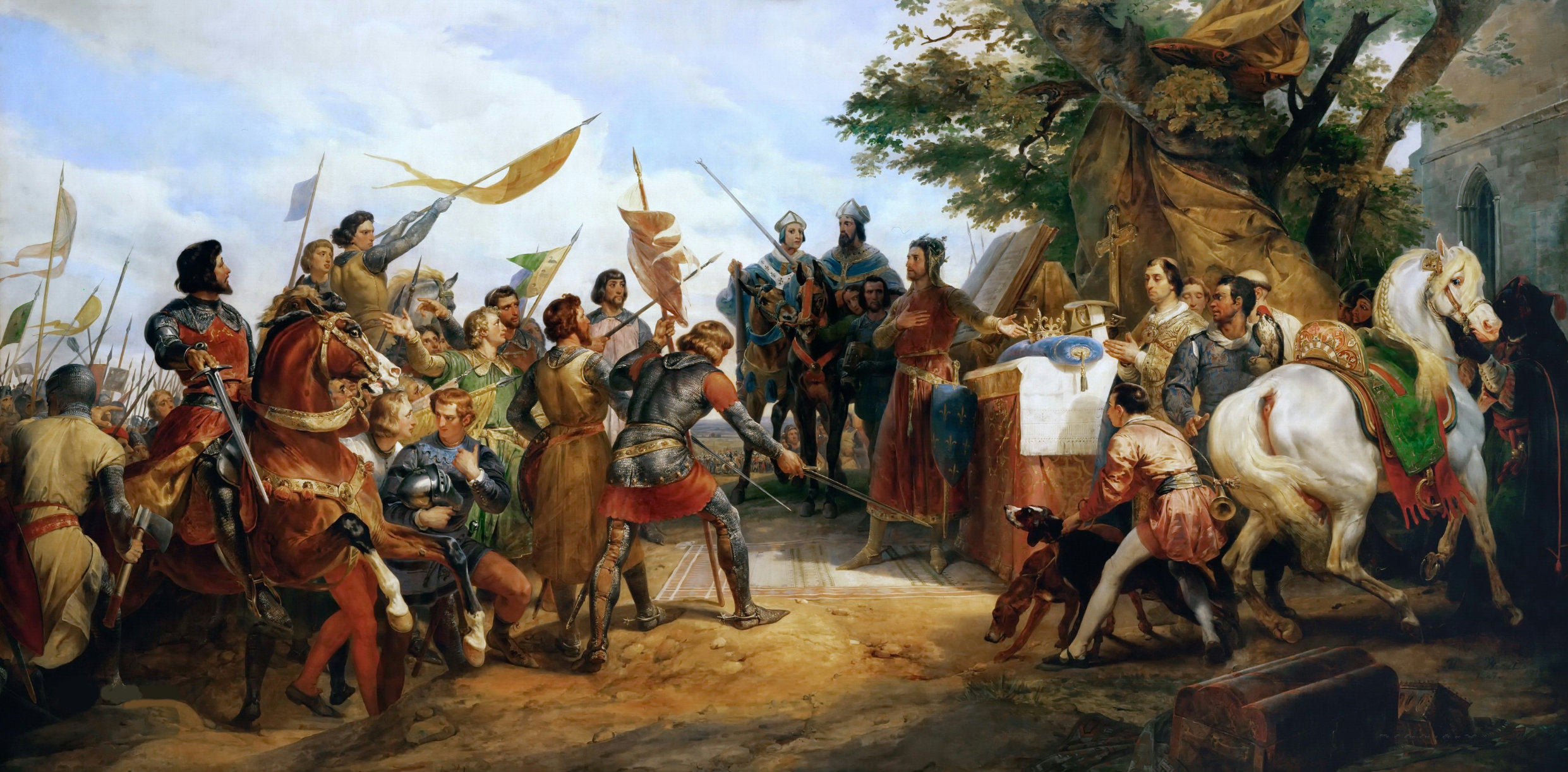
فيليب الثاني منتصراً في معركة بوفين.

حدثت مناوشات بين القوات الإنجليزية والفرنسية أدت إلى وقوع معركة بوفين عام 1214 انتهت بهزيمة القوات الإنجليزية المتحالفة،
ووقوع قادتها ما بين قتيل وأسير، وكان من بين الأسرى ويليام لونغزبي الذي تسبب في تدمير أسطول فيليب الثاني. فكان بذلك عام 1214 هو النهاية الفعلية للإمبراطورية الأنجوية.
تعرض جون للخسارة وأفلس الاقتصاد الإنجليزي وأصبحت البلاد في حالة سيئة. كل الأموال التي صرفت في الحروب ضاعت هباءً ووقع الحلفاء والأصدقاء ما بين قتيل وأسير.

### ما بعد الخسارة
أجبر البارونات الإنجليز جون على توقيع وثيقة ماجنا كارتا التي احتوت بداخلها على تقليل صلاحيات الملك لكن الملك جون نقضها فيما بعد. في عام 1215م أرسل البارونات الإنجليز رسالة يعرضون التاج الإنجليزي على لويس الثامن ابن فيليب الثاني بسبب رفضهم لإستمرار حكم جون لإنجلترا لعدم احترامه نصوص الوثيقة. في مايو عام 1216 نزل الجيش الفرنسي الأراضي الإنجليزية بقيادة لويس الثامن بنفسه ففر جون مما سمح للويس الثامن بالسيطرة على كل من لندن ووينتشستر. وبحلول شهر أغسطس من نفس العام كانت قوات لويس الثامن مسيطرة على معظم أنحاء شرق إنجلترا ما عدا بضعة مدن ظلت موالية للملك جون.
توفي جون في ليلة 18 أكتوبر من عام 1216 في إنجلترا. وقيل أنه مات مسموماً، وبعد وفاته تراجع البارونات الإنجليز عن دعمهم للويس الثامن وقاموا بهزيمته وأجبروه على الانسحاب من الأراضي الإنجليزية في سبتمبر من عام 1217.

## الاقتصاد

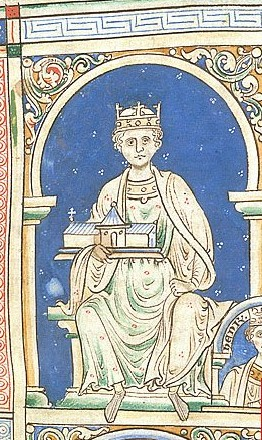
هنري الثاني ملك إنجلترا، وأول الملوك الأنجويين.

كان اقتصاد الإمبراطورية الأنجوية ذا تركيبة معقدة بسبب وجود مناطق متفاوتة في تطورها الاقتصادي، ففي الوقت التي كانت إنجلترا منطقة غنية ذات دخل عالٍ كانت هناك مناطق أخرى ذات دخل اقتصادي ضعيف مقارنةً بالاقتصاد الإنجليزي.
حتى أن اقتصاد إنجلترا نفسها كان يختلف من فترة لأخرى:
- عندما أصبح هنري الثاني ملكاً، كان الدخل السنوي في إنجلترا يقارب 10500 جنيه استرليني،[52][53] وبعد مرور الزمن ارتفع الدخل حتى وصل حوالي 22000 جنيه إسترليني سنوياً.
- عند التحضير للحملة الصليبية الثالثة، ارتفع الدخل حتى وصل إلى 31000 جنيه استرليني، إلا أنه سقط سقطة كبيرة حتى وصل إلى 11000 في فترة غياب ريتشارد الأول (قلب الأسد).
- في فترة حكم الملك جون بقي الدخل السنوي مستقراً عند حد 22000 جنيه استرليني.

بينما كان الدخل في إيرلندا أقل بكثير من نظيره الإنجليزي، حيث كان يقارب 2000 جنيه استرليني عام 1212. أما في نورماندي فكان الدخل السنوي حوالي 6750 عام 1180، ولكنه ارتفع كثيراً حتى وصل 25000 عام 1198؛ وكان حينها أعلى من إنجلترا نفسها، مع أن عدد سكانها كان 1.5 مليون نسمة بينما كان عدد سكان إنجلترا 3.5 مليون نسمة.

## التأثير الثقافي
كانت فرضية استمرار وتوسع الإمبراطورية موضوعاً لكثير من الحكايات في التاريخ البديل. يرى كل من المؤرخين الإنجليز والفرنسيين أن تجاور أراضيهم في إمبراطورية واحدة في تلك الفترة كان مسيئاً للهوية الوطنية، حيث يعتقد المؤرخون الإنجليز أن الأراضي الفرنسية كانت عبئاً على الإمبراطورية، بينما يرى المؤرخون الفرنسيون أن الإمبراطورية كانت إمبراطورية إنجليزية وأن حكمها للأراضي الفرنسية كان أشبه بالاحتلال.
ومن آثار الإمبراطورية التي ما زالت حاضرة إلى هذا اليوم:
- العمارة القوطية التي ظهرت للمرة الأولى في كاتدرائية سانت دينس (الواقعة في شمال فرنسا في الوقت الحاضر) على يد رجل يدعى «سيوغر».[58] وانتشر هذا الفن المعماري في أواخر القرن الثاني عشر في عهد الإمبراطورية الأنجوية.[59] وما زال متمثلاً في العديد من الكنائس المنتشرة في أوروبا مثل كاتدرائية نوتردام في باريس،[60] وكاتدرائية ميلانو في إيطاليا.[61]
- شعار إنجلترا الذي تبنّته منذ عام 1198 في عهد ريتشارد قلب الأسد.[62][63]